# Yuki Kunii
Yuki Kunii (jap. 國井勇輝, Kunii Yuki; * 18. Februar 2003 in Tokio) ist ein japanischer Motorradrennfahrer.

## Statistik

### In der Motorrad-Weltmeisterschaft
(Stand: Großer Preis von Österreich, 17. August 2025)
| Saison | Klasse | Team            | Motorrad | Rennen | Siege | Zweiter | Dritter | Poles | schn. Rennrunden | Punkte | Ergebnis |
| ------ | ------ | --------------- | -------- | ------ | ----- | ------- | ------- | ----- | ---------------- | ------ | -------- |
| 2019   | Moto3  | Honda Team Asia | Honda    | 1      | –     | –       | –       | –     | –                | 0      | –        |
| 2020   | Moto3  | Honda Team Asia | Honda    | 15     | –     | –       | –       | –     | –                | 0      | 27.      |
| 2021   | Moto3  | Honda Team Asia | Honda    | 15     | –     | –       | –       | –     | –                | 15     | 25.      |
| 2025   | Moto2  | Honda Team Asia | Kalex    | 13     | –     | –       | –       | –     | –                | 0      | 30.      |
| Gesamt | Gesamt | Gesamt          | Gesamt   | 44     | 0     | 0       | 0       | 0     | 0                | 15     |          |

Einzelergebnisse
| Saison | 1        | 2           | 3          | 4          | 5          | 6          | 7                      | 8              | 9           | 10          | 11          | 12                     | 13         | 14         | 15                                 | 16             | 17         | 18                  | 19             | 20       | 21       | 22       |
| ------ | -------- | ----------- | ---------- | ---------- | ---------- | ---------- | ---------------------- | -------------- | ----------- | ----------- | ----------- | ---------------------- | ---------- | ---------- | ---------------------------------- | -------------- | ---------- | ------------------- | -------------- | -------- | -------- | -------- |
| 2019   | Katar    | Argentinien | USA-Texas  | Spanien    | Frankreich | Italien    | Katalonien             | Niederlande    | Deutschland | Tschechien  | Osterreich  | Vereinigtes Konigreich | San Marino | Aragonien  | Thailand                           | Japan          | Australien | Malaysia            | \|\| \|\| \|\| |          |          |          |
| 2019   |          |             |            |            |            |            |                        |                | DNF         |             |             |                        |            |            |                                    |                |            |                     |                |          |          |          |
| 2020   | Katar    | Spanien     | Andalusien | Tschechien | Osterreich | Steiermark | San Marino             | Emilia-Romagna | Katalonien  | Frankreich  | Aragonien   |                        | Europa     | Valencia   | \|\| \|\| \|\| \|\| \|\| \|\| \|\| |                |            |                     |                |          |          |          |
| 2020   | 18       | DNF         | 16         | DNF        | 26         | 22         | 23                     | 25             | 21          | 20          | 20          | 25                     | 17         | 18         | 22                                 |                |            |                     |                |          |          |          |
| 2021   | Katar    | Katar       | Portugal   | Spanien    | Frankreich | Italien    | Katalonien             | Deutschland    | Niederlande | Steiermark  | Osterreich  | Vereinigtes Konigreich | Aragonien  | San Marino | USA-Texas                          | Emilia-Romagna | Portugal   | \|\| \|\| \|\| \|\| |                |          |          |          |
| 2021   | 16       | 15          | 16         | 14         | DNS        | INJ        | 12                     | DNF            | 23          | 8           | 18          | 24                     | 17         | EX         | 25                                 | DNF            | 20         | DNF                 |                |          |          |          |
| 2025   | Thailand | Argentinien | USA-Texas  | Katar      | Spanien    | Frankreich | Vereinigtes Konigreich | Aragonien      | Italien     | Niederlande | Deutschland | Tschechien             | Osterreich | Ungarn     | Katalonien                         | San Marino     | Japan      | Indonesien          | Australien     | Malaysia | Portugal | Valencia |
| 2025   | 19       | 23          | 17         | 24         | 16         | 22         | 20                     | 22             | 23          | DNF         | 19          | 23                     | 24         |            |                                    |                |            |                     |                |          |          |          |

| Legende  | Legende            | Legende                                                          |
| Farbe    | Abkürzung          | Bedeutung                                                        |
| -------- | ------------------ | ---------------------------------------------------------------- |
| Gold     | –                  | Sieg                                                             |
| Silber   | –                  | 2. Platz                                                         |
| Bronze   | –                  | 3. Platz                                                         |
| Grün     | –                  | Platzierung in den Punkten                                       |
| Blau     | –                  | Klassifiziert außerhalb der Punkteränge                          |
| Violett  | DNF                | Rennen nicht beendet (did not finish)                            |
| Violett  | NC                 | nicht klassifiziert (not classified)                             |
| Rot      | DNQ                | nicht qualifiziert (did not qualify)                             |
| Rot      | DNPQ               | in Vorqualifikation gescheitert (did not pre-qualify)            |
| Schwarz  | DSQ                | disqualifiziert (disqualified)                                   |
| Weiß     | DNS                | nicht am Start (did not start)                                   |
| Weiß     | WD                 | zurückgezogen (withdrawn)                                        |
| Hellblau | PO                 | nur am Training teilgenommen (practiced only)                    |
| Hellblau | TD                 | Freitags-Testfahrer (test driver)                                |
| ohne     | DNP                | nicht am Training teilgenommen (did not practice)                |
| ohne     | INJ                | verletzt oder krank (injured)                                    |
| ohne     | EX                 | ausgeschlossen (excluded)                                        |
| ohne     | DNA                | nicht erschienen (did not arrive)                                |
| ohne     | C                  | Rennen abgesagt (cancelled)                                      |
| ohne     | keine WM-Teilnahme |                                                                  |
| sonstige | P/fett             | Pole-Position                                                    |
| sonstige | 1/2/3/4/5/6/7/8    | Punktplatzierung im Sprint-/Qualifikationsrennen                 |
| sonstige | SR/kursiv          | Schnellste Rennrunde                                             |
| sonstige | *                  | nicht im Ziel, aufgrund der zurückgelegten Distanz aber gewertet |
| sonstige | ()                 | Streichresultate                                                 |
| sonstige | unterstrichen      | Führender in der Gesamtwertung                                   |